# Citharus linguatula
Citharus linguatula är en fiskart som först beskrevs av Carl von Linné 1758.  Citharus linguatula ingår i släktet Citharus och familjen Citharidae. Inga underarter finns listade i Catalogue of Life.